# São Paulo Challenger 6 1991
Il São Paulo Challenger 6 1991 è stato un torneo di tennis facente parte della categoria ATP Challenger Series nell'ambito dell'ATP Challenger Series 1991. Il torneo si è giocato a San Paolo in Brasile dal 18 al 24 novembre 1991 su campi in terra rossa.

## Vincitori

### Singolare
Cássio Motta ha battuto in finale  Fernando Roese con il punteggio di 6-4, 6-3.

### Doppio
João Cunha e Silva /  Fernando Roese hanno battuto in finale  Pablo Albano /  Luis Lobo con il punteggio di 7-5, 4-6, 6-3.